# Emergence (2020)
Emergence (2020) – dwuczęściowy odcinek specjalny Impact!, sztandarowego programu telewizyjnego amerykańskiej federacji wrestlingu Impact Wrestling. Pierwszy odcinek został wyemitowany 18 sierpnia 2020, drugi zaś 25 sierpnia. Wydarzenie zostało nagrane w Skyway Studios w Nashville bez udziału publiczności (pandemia COVID-19). Była to pierwsza gala z cyklu Emergence.
Karta walk pierwszego odcinka składała się z pięciu pojedynków. W walce wieczoru The Motor City Machine Guns (Alex Shelley i Chris Sabin) pokonali The North (Ethan Page i Josh Alexander), broniąc Impact World Tag Team Championship. W drugiej części również zorganizowano pięć spotkań. W walce wieczoru Deonna Purrazzo zachowała Impact Knockouts Championship przeciwko Jordynne Grace w pierwszym w historii federacji kobiecym Iron Man matchu.

## Wyniki walk
Zestawienie zostało opracowane na podstawie źródła:

### Część 1 (18 sierpnia)
| Nr                                 | Wyniki | Stypulacje                                                     | Czas  |
| ---------------------------------- | --- | -------------------------------------------------------------- | ----- |
| 1                                  | Rohit Raju pokonał Chrisa Beya (c) i TJP (z Fallah Bahhem)                                                    | Three Way match o Impact X Division Championship               | 10:50 |
| 2                                  | Moose (c) pokonał Trey’a                                                                                      | Singles match o nieuznawane TNA World Heavyweight Championship | 8:30  |
| 3                                  | The Good Brothers (Doc Gallows i Karl Anderson) pokonali Ace’a Austina i Madmana Fultona                      | Tag Team match                                                 | 10:56 |
| 4                                  | Kylie Rae pokonała Tayę Valkyrie                                                                              | Singles match                                                  | 4:49  |
| 5                                  | The Motor City Machine Guns (Alex Shelley i Chris Sabin) (c) pokonali The North (Ethan Page i Josh Alexander) | Tag team match o Impact World Tag Team Championship            | 13:25 |
| (c) – mistrz/mistrzyni przed walką | |                                                                |       |

### Część 2 (25 sierpnia)
Zestawienie zostało opracowane na podstawie źródła:
| Nr                                 | Wyniki                                                     | Stypulacje                                                   | Czas  |
| ---------------------------------- | ---------------------------------------------------------- | ------------------------------------------------------------ | ----- |
| 1                                  | Eddie Edwards (c) pokonał Roba Van Dama                    | Singles match o Impact World Championship                    | 7:19  |
| 2                                  | Crazzy Steve pokonał Johnny’ego Swingera                   | Blindfold match z Cousinem Jakem jako sędzią specjalnym      | 1:23  |
| 3                                  | Brian Myers pokonał Williego Macka                         | Singles match                                                | 9:38  |
| 4                                  | Larry D pokonał Johna E. Bravo                             | Singles match z Aceyem Romero jako sędzią specjalnym         | 0:39  |
| 5                                  | Deonna Purrazzo (c) pokonała Jordynne Grace stosunkiem 2-1 | 30-minutowy Iron Woman match o Impact Knockouts Championship | 30:00 |
| (c) – mistrz/mistrzyni przed walką |                                                            |                                                              |       |